# متحف بيبودي للتاريخ الطبيعي
متحف بيبودي للتاريخ الطبيعي (بالإنجليزية: Peabody Museum of Natural History)‏ في جامعة ييل هو أحد أقدم وأكبر وأغزر المتاحف الجامعية للتاريخ الطبيعي في العالم. أسسه المصرفي وفاعل الخير جورج بيبودي عام 1866، بناءً على طلب ابن أخته عالم الحفريات أوثنييل تشارلز مارش. أكثر ما يعرفه العامة هو قاعة المتحف الكبيرة للديناصورات، والتي تشمل على برونتوسورس وجدارية «عصر الزواحف» بطول 34 متر (110 قدم). كما يوفر المتحف معارض دائمة حول تطور الإنسان والثدييات ونماذج ثلاثية الأبعاد عن الحياة البرية وتحف مصرية وعن كل من الطيور والمعادن والأمريكيون الأصليون في ولاية كونيتيكت.
يقع متحف بيبودي في مدينة نيو هيفن بولاية كونيتيكت الأمريكية ويشرف عليه ما يقرب من مائة موظف. يحوي المتحف على العديد من المجموعات ذات الأهمية العالمية. ولعل أبرزها هي مجموعات علم الحفريات الفقارية وهي من بين أكبر وأهم المجموعات الأحفورية من الناحية التاريخية ومن أكثر المجموعات شمولاً في الولايات المتحدة.

## لمحة تاريخية

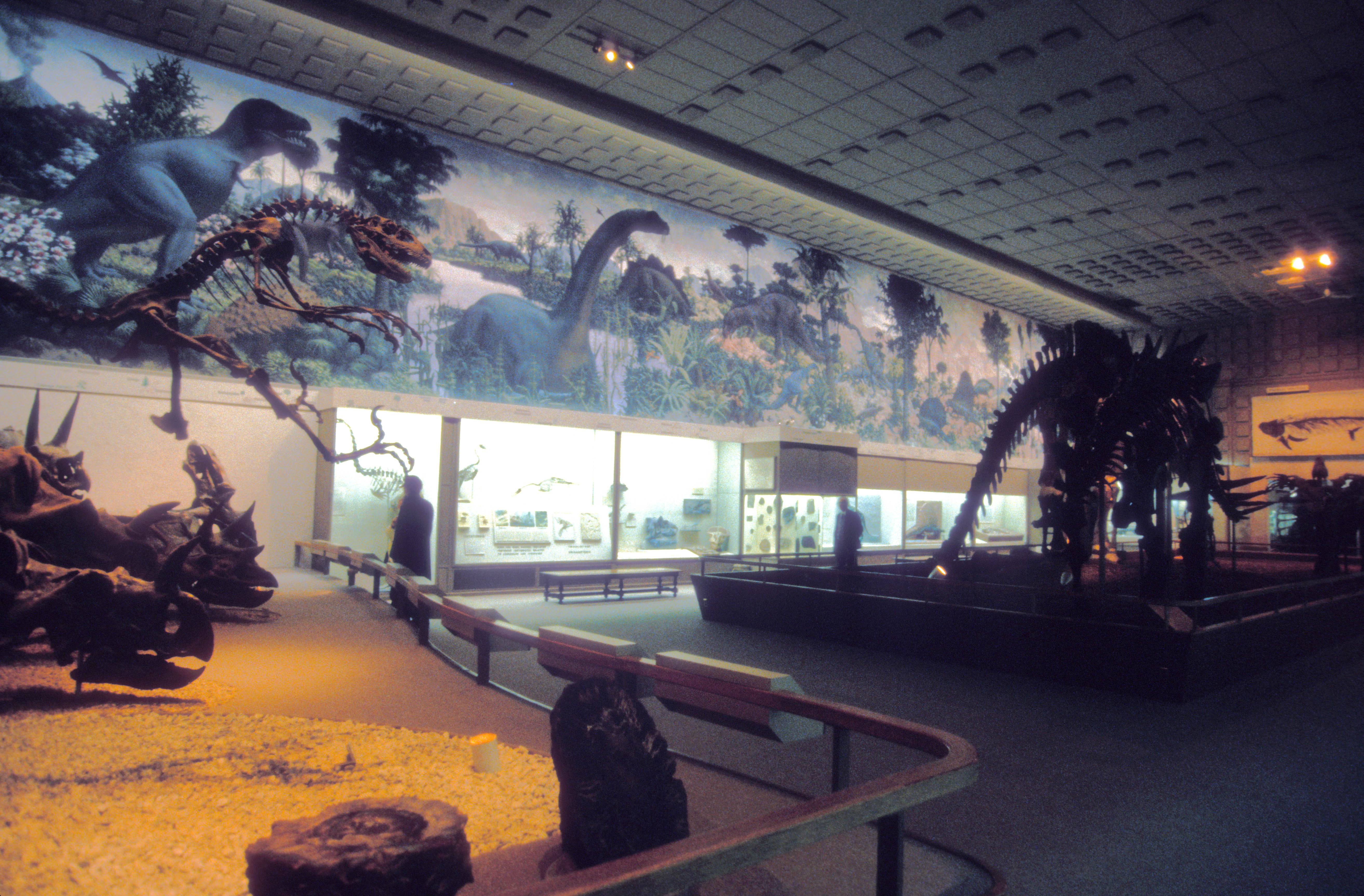
قاعة الديناصورات الكبيرة

كان أوثنييل تشارلز مارش طالباً جامعياً ومن ثم أستاذاً في علم الحفريات بجامعة ييل. وقد دفع خاله الثري جورج بيبودي تعليمه، في الوقت الذي كان قد بدأ فيه بالتبرع بمعظم ثروته المتراكمة إلى مؤسسات تعليمية خلال السنوات الأخيرة من حياته. وأسس متحف ييل للتاريخ الطبيعي عام 1866 تلبيةً لطلب ابن أخته وقدم مبلغاً قدره 150,000 دولار كهدية.
وكانت مجموعة ييل حينها تتألف بمعظمها من معادن، قام بجمعها الجيولوجي وعالم المعادن بنيامين سيليمان. كان مارش من بين أول ثلاثة قيمين على المتحف، وقام عند وفاة خاله بيبودي عام 1869 بتسخير ميراثه لتمويل البعثات الاستكشافية والتي ساهمت بشكل كبير بزيادة مجموعات المتحف من الأحافير. وكان تركيز مارش الأساسي على الديناصورات، فاكتشف 56 نوعاً جديداً منها وشحن أطناناً من الأحافير التي اكتشفها في جنوب غربي الولايات المتحدة، وكان ذلك خلال فترة شهيرة في تاريخ علم الحفريات يطلق عليها اسم حرب الأحافير. كما شملت اكتشافاته على حفريات لفقاريات وللافقاريات وعلى آثار أقدام لحيوانات ما قبل التاريخ كما اكتشف قطعاً أثرية وإثنولوجية.

## وصلات خارجية
- متحف بيبودي للتاريخ الطبيعي التابع لجامعة ييل (بالإنجليزية) (الموقع الرسمي)
  - جدارية «عصر الزواحف»